# Орден «За верность и заслуги»
Орден «За верность и заслуги» (нидерл. Orde van Trouw en Verdienste) — орден Нидерландов.

## История
30 ноября 1969 года королева Нидерландов Юлиана приняла решение о реорганизации ордена Оранского дома, с целью приведения его в соответствие с духом равенства, царившего в голландском обществе. В результате, в числе других наград, появился орден «За верность и заслуги».
По закону, орденом награждается тот, кто «верой и правдой служил государству и главе государства или членам королевской семьи».
Орденом, как правило, награждают после 25 и после 40 лет службы. Однако, монарх не обязан строго придерживаться условия выслуги лет.

## Классы
Орден состоит из двух степеней:
- Золотой крест «За верность и заслуги».
- Серебряный крест «За верность и заслуги».